# Marc Rochkind
Marc J. Rochkind je americký podnikatel, programátor, spisovatel, učitel, konzultant a inženýrský manažer, autor verzovacího systému Source Code Control System, který je předchůdcem moderních systémů kontroly verzí. Při práci v Bellových laboratořích se podílel na vývoji operačního systému Unix, je autorem knihy Advanced UNIX Programming, a zakladatelem firmy XVT Software, Inc., která prodávala nástroje pro vývoj grafického uživatelského rozhraní.